# Steel framing
El steel framing es una técnica constructiva de origen estadounidense, pero utilizada también en Canadá, Argentina, Chile, Ecuador, Perú, Bolivia y Colombia.En Uruguay, el sistema steel framing ha ganado uso en proyectos modulares y se documenta técnicamente en la guía “Steel Framing en Uruguay – Proceso constructivo paso a paso” publicada por la empresa Luis Fernández.  
Una variante local es el sistema ThermoFrame LF, también desarrollado por dicha firma, que combina estructura metálica galvanizada con envolvente térmica exterior armada en obra.
```
Se trata de un sistema de 
construcción
 en donde se utiliza como elemento principal el 
acero
 galvanizado de grado estructural conformado en frío perfiles en C y canales en U unidos entre sí por tornilería auto-perforante y otros elementos ensamblados sobre una base de 
Ingeniería estructural
.
```

En EE. UU. se le denomina light steel framing, para diferenciar este sistema del steel frame, que es una técnica constructiva que utiliza un esqueleto de columnas y vigas de perfiles de acero "pesados" llamados perfiles IPN que hicieron y hacen posible la construcción de rascacielos.
Steel framing significa bastidor o entramado (en inglés frame) de acero (en inglés steel) debido a la utilización de los perfiles galvanizados armados en forma de cuadrados de entre dos y cuatro metros de lado, los cuales pueden ser prearmados en el suelo y luego colocados verticalmente o incluso también pueden ser armados en un taller y ser transportados a la obra en construcción mediante un transporte adecuado.

## Concepto

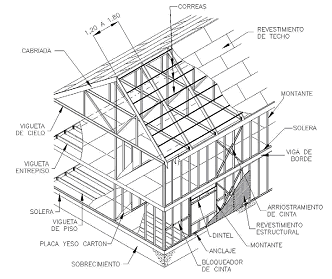
Vivienda de dos pisos realizada por medio de Steel Framing.

Los perfiles del sistema son fabricados a partir de chapas de acero galvanizadas de espesores reducidos por conformado en frío. Los perfiles predominantes son los denominados montantes en forma de C (PGC) que se instalan en posición vertical a 40 o 60 cm de distancia entre sí y se atornillan en sus extremos a los perfiles denominados soleras, de forma en U (PGU), que forman los bordes horizontales superiores e inferiores del entramado. Se emplean estos entramados en forma de paneles, piso por piso, anclando las soleras inferiores al piso inferior y la solera superior al cielo y piso superior.
Estos entramados son cubiertos luego con placas de revestimientos tipo tablero OSB (OSB) al lado exterior, cartón yeso "pladur o durlock" al lado interior y aislantes como lana de roca o lana de vidrio, separados con una barrera de vapor, atornilladas a los montantes y soleras, constituyendo de esta manera un sistema de construcción "en seco", el cual se distingue de la construcción tradicional "húmeda". Este conjunto de elementos forman el panel de steel framing que puede ser utilizado en la construcción de techos y paredes. 
Los perfiles son de espesores de 0,55 mm hasta 2,5 mm, con anchos de ala entre 30 y 90 mm y alturas desde 35 hasta 350 mm según sean las exigencias estructurales a que se hallen sometidos. Los montantes pueden llevar perforaciones para permitir el paso de ductos (en España conducto, canal o tubería) y cables de la instalación eléctrica y de agua potable. 

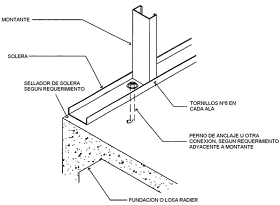
Cómo se realizan piso a piso los entramados.

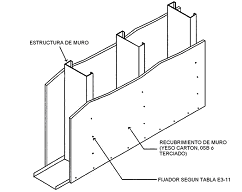
Placas de revestimientos aislantes y de terminación que cubren los entramados.

## Producción
Las usinas (en España fábricas) siderúrgicas producen chapas de acero en bobinas galvanizadas en proceso continuo, las cuales sirven de base para la posterior fabricación de estos perfiles del Steel Framing, en máquinas conformadoras continuas de alta eficiencia. El galvanizado previene la oxidación y corrosión del material.

## Ventajas
El steel framing provee una gran flexibilidad de diseño, mayores luces que las soluciones en madera y con menor carga propia que las soluciones en hormigón armado. De allí su ventaja de empleo en países en los cuales pueden ocurrir terremotos. Es una solución que puede reducir costos y tiempos de obra y constituye una solución contemporánea, semiindustrializada y con la eficiencia aportada por la estandarización.
Otras de las muchas ventajas del steel framing es que todos los materiales utilizados provienen de las marcas más reconocidas del mercado nacional e internacional, que cumplen con las normas de calidad total ISO 9000 y las certificaciones IRAM. En el caso de los perfiles de acero galvanizado, cada uno de estos trae impresa la fecha de producción de cada partida, la bobina de acero exacta con su respectiva fecha de fabricación y los operarios a cargo durante esa determinada fecha se pueden seguir.
El steel framing utiliza aislamientos térmicos y acústicos, lo que le hace apto para cualquier clima y reduce en forma significativa los gastos de energía en calefacción y aire acondicionado. Las viviendas construidas con steel framing son térmicamente más eficientes y reducen las patologías propias de la obra húmeda.
El Steel Framing no solo ofrece rapidez y eficiencia en la construcción, sino también una considerable durabilidad y bajo impacto ambiental.

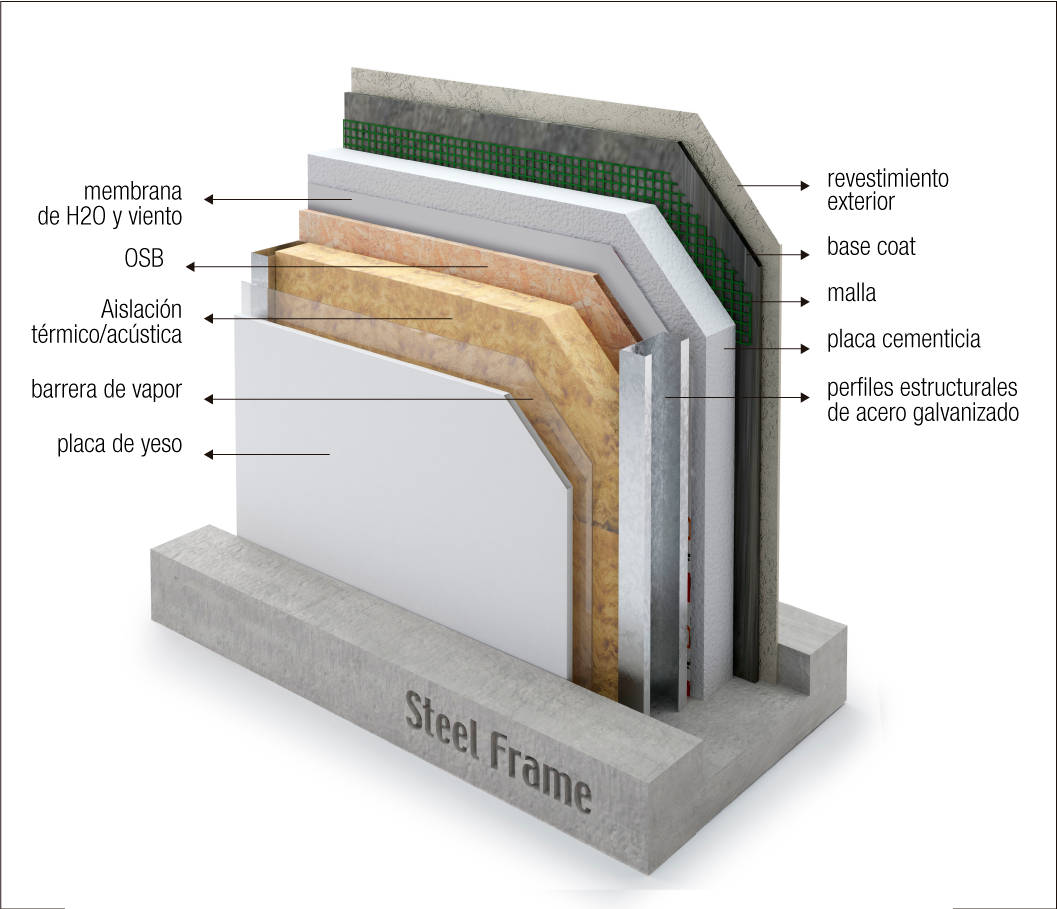
Detalle de un muro construido con el sistema Steel Framing.

Con el steel framing los plazos de obra se reducen con respecto a la construcción tradicional, ya que gran cantidad de tareas se pueden realizar en forma simultánea. Esta rapidez de terminación permite un rápido retorno del capital, convirtiéndose en el sistema más atractivo para los inversores.

## Características
Una vivienda construida mediante el sistema steel framing está conformada por elementos característicos fundamentales para la construcción. Por orden de planificación y confección en el anteproyecto son los siguientes:
1. Piso: donde se comienza la obra mediante una platea (en España losa) de hormigón armado, continuando con una carpeta de cemento (en España solera) y colocación de piso.
2. Muro exterior: mediante placas STD (estándar), perfiles montantes, tableros OSB y membranas aislantes.
3. Pared interior: placas STD, placas antihumedad, instalación de agua potable y residual e instalación eléctrica.
4. Techo: chapa, aislante térmico, perfiles PGC y perfilería.

## Utilización
El sistema steel framing se emplea en muchos países, tales como Argentina, Australia, Brasil, Chile, Estados Unidos, y algunos de Europa. Es destacable el caso de Chile y Turquía, donde el sistema ha sido adoptado después de los terremotos ocurridos hace pocos años debido a su gran resistencia sísmica. Además, es aplicable a toda clase de construcciones residenciales, comerciales e industriales, caracterizándose por su simplicidad, eficiencia estructural y reducido peso estructural.